# Hager Group
Pour les articles homonymes, voir Hager.
Hager Group est une entreprise spécialisée dans les installations électriques, basée à Blieskastel, en Allemagne. L’entreprise familiale est dirigée par ses propriétaires depuis sa fondation en 1955.
Les activités de l'entreprise, commercialisées sous la marque Hager, comprennent la distribution d'énergie électrique, le cheminement de câbles, la gestion intelligente des bâtiments et les dispositifs de sécurité. Hager Group possède les marques Berker, Bocchiotti, Daitem, Diagral, Elcom et E3/DC., En 2018, Hager Group est considéré comme l’un des leaders mondiaux dans le domaine des solutions pour les installations électriques. En août 2019, le groupe occupait la 128e place dans le classement des mille plus grandes entreprises familiales d'Allemagne publié par le magazine Die Deutsche Wirtschaft (DDW).

## Historique
En 1955, Oswald Hager et Hermann Hager (1928-2014) créent avec leur père Peter Hager l’entreprise Hager oHG, elektrotechnische Fabrik, à Ensheim (Allemagne),. À cette époque et depuis 1945, la Sarre est économiquement rattachée à la France et le marché allemand n'est pas accessible. Hager souhaite néanmoins s'implanter sur ces deux marchés.
En 1959, la famille Hager crée à Obernai, en Alsace, l’entreprise Hager Electro SA qui est la première filiale étrangère. À partir de 1966, Hager forme des installateurs électriciens de manière systématique ce qui instaure une culture de fidélisation des clients en leur fournissant des informations utiles. Le disjoncteur modulaire de Hager est breveté en Allemagne en 1968 puis en France en 1970. Dans le même temps, le premier tableau électrique en série, le « Hager-Rapid-System », fait son apparition sur le marché français. En 1973, Hager réalise un chiffre d'affaires de 43 millions de deutsche marks en Allemagne, et, en 1974, de 22 millions de francs en France.
En 1976, Hager introduit sur le marché le petit coffret de distribution Gamma. Puis, en 1982, débute la production de disjoncteurs différentiels. Un nouveau site de production avec un entrepôt à hauts rayonnages est également créé à Blieskastel. Dans les années 1980, le groupe Hager commence à se positionner comme un fournisseur de services complets pour les installations électriques dans les bâtiments. Des sociétés de distribution sont créées en Europe (Suisse, Grande-Bretagne). Depuis le milieu des années 1990, le groupe Hager a développé son réseau de distribution aux Émirats arabes unis (Dubaï), à Singapour, en Malaisie, à Hong Kong, en Chine, en Australie et en Nouvelle-Zélande.
En 1992, le groupe acquiert le fabricant d'armoires de distribution Lumetal à Porcia, en Italie.
En 1996, Hager Group reprend l’entreprise allemande Tehalit, un fabricant de systèmes de cheminement de câbles et de goulottes de distribution.
En 1998 la société française Flash, basée à Saverne, intègre le groupe. Elle produit notamment des minuteries électroniques, alors qu’auparavant Hager ne fabriquait que des minuteries mécaniques. La même année, la société britannique Ashley & Rock à Ulverston, qui fabriquait des produits selon les normes britanniques, est reprise.
En 2002, la société polonaise Polo, basée à Tychy en Pologne, intègre le groupe.

### 2004: acquisitions de Weber AG et d'Atral
En 2004, Hager Group acquiert la société suisse Weber AG, et Atral le fabricant français de systèmes d’alarmes basé à Crolles depuis 1977. Cette société iséroise a notamment inventé en 1977 la toute première alarme sans fil. Outre les produits commercialisés sous la marque Hager, Atral fabrique toujours ses produits sous les marques Diagral, Daitem et Logisty.
En 2006, Hager acquiert toutes les actions d'Eletromar et s’implante au Brésil. La même année le groupe Efen, qui appartenait à Weber AG depuis 2006, est racheté par Hager Group. La marque appartiendra au groupe jusqu'en août 2019.
En 2007, Hager Group devient une société européenne : Hager SE.
En 2008, Hager Group met en service sa 1re usine à Pune, en Inde. Le 30 septembre de la même année, la première pierre du nouveau site de production d’Eletromar au Brésil est posée.
Le 1er janvier 2009 Hager acquiert toutes les actions d'Electraplan Solutions GmbH.
En 2010 Hager reprend Berker, un fabricant allemand d'interrupteurs basé à Schalksmühle et à Ottfingen en Allemagne puis, en 2018, E3/DC GmbH, une société allemande qui développe des onduleurs et des systèmes de stockage d'énergie.

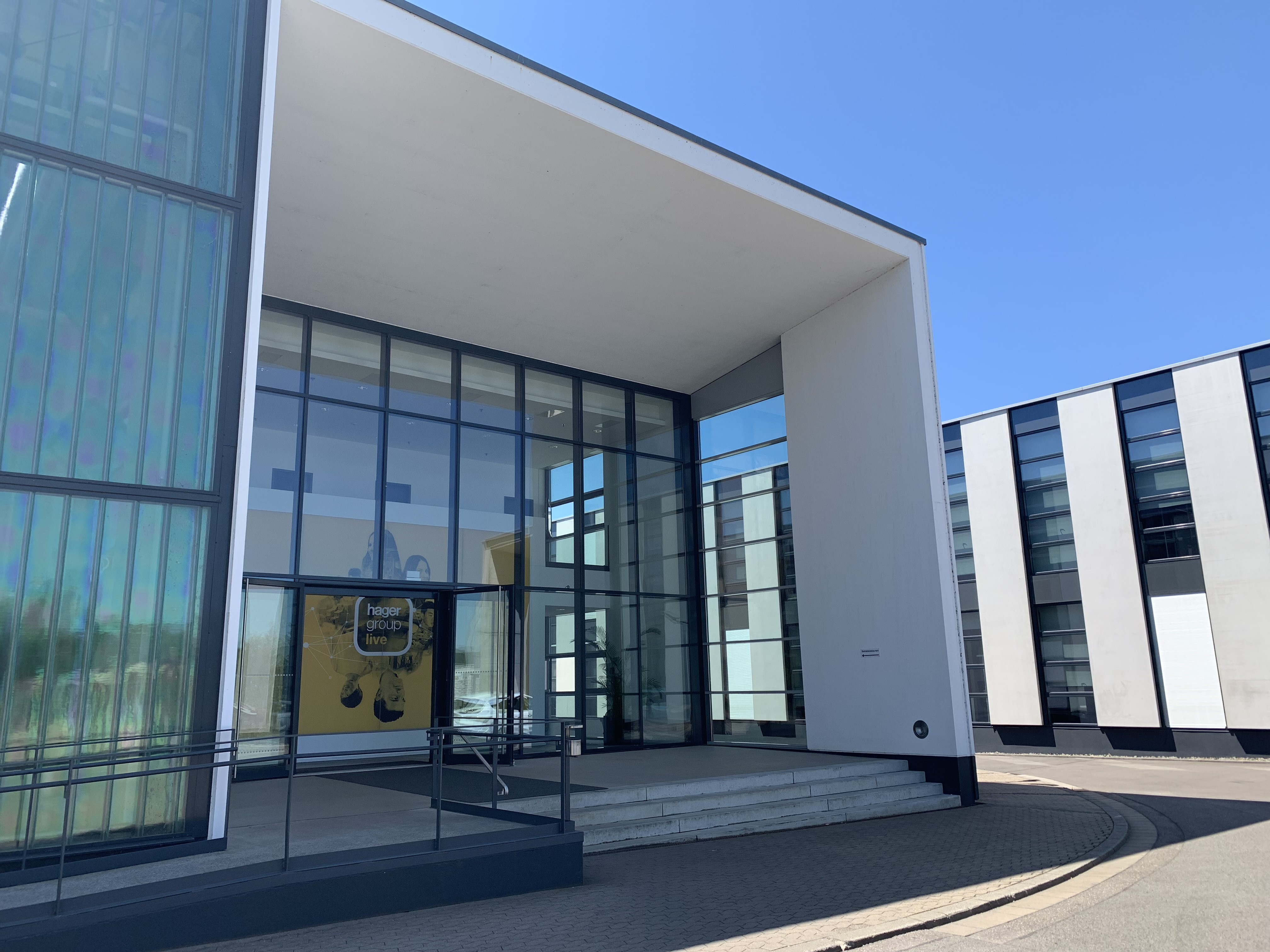
Entrée du site de production de Hager Group à Blieskastel.

## Implantations
Hager Group est présent sur vingt-trois sites dans dix pays à travers le monde. Les sites de production fabriquent des composants pour les différents marchés afin de tenir compte des habitudes d'installation locales. Aujourd'hui, le plus grand site de production est situé à Obernai en France de même que le Hager Forum, un centre de formation et de rencontre destiné aux partenaires, aux clients et aux collaborateurs de l'entreprise, construit en 2015,.

## Marques et produits
Sous la marque « Hager » sont commercialisés des solutions et des services pour les installations électriques dans les bâtiments résidentiels, industriels et tertiaires. Depuis 2009 les anciennes marques Tehalit, Weber, Lume, Klik, Flash, Polo, Ashley & Rock et Logisty sont réunies sous la marque Hager.
Les systèmes d’alarme et de sécurité sont vendus sous les marques Daitem et Diagral. Au sein de Hager Group, la marque Berker fabrique des interrupteurs ainsi que d’autres appareillages muraux. Bocchiotti/Iboco, le leader italien en matière de cheminement de câbles et de raccordement de pièces, fait également partie de Hager Group. La marque Elcom quant à elle produit des interphones pour les bâtiments résidentiels et de bureaux.
Les gammes de produits vendus se divisent en quatre catégories :
- systèmes de distribution d'énergie électrique et d’armoires de comptage, y compris la gestion de l'énergie et les solutions VDI (association allemande d’ingénieurs) pour les installations électriques ;
- systèmes de cheminement de câbles et de raccordement pour la distribution d'énergie et de données dans les bâtiments ;
- programmes d'interrupteurs et systèmes de gestion technique des bâtiments ;
- dispositifs de sécurité.

Depuis 2018, Hager Group collabore avec Audi AG dans le domaine de la mobilité électrique. L'objectif de cette collaboration est de relier le modèle Audi e-Tron au système de gestion de l'énergie domestique (HEMS) de Hager Group.

## Stratégie
6 % du chiffre d'affaires du groupe est investi en recherche et développement. En 2019, l'entreprise a déposé près de 3 000 brevets. Le service recherche et développement, qui emploie 800 personnes, se concentre sur la mobilité électrique, les technologies des bâtiments intelligents et l'efficacité énergétique.
D'octobre 2010 à juin 2014,, Hager Group a sponsorisé le club de football 1. FC Sarrebruck, notamment dans le cadre de la promotion de jeunes talents. Depuis 2017, Hager Group est partenaire principal du Racing Club de Strasbourg Alsace. L’accord de sponsoring a été conclu pour trois ans.